# The Right Combination/Burning the Midnight Oil
The Right Combination/Burning the Midnight Oil är ett duettalbum av Porter Wagoner och Dolly Parton, släppt i januari 1972. Det innehöll den humoristiska "Her and the Car and the Mobile Home" (i vars text en fru lämnar sin make, tar med sig deras husvagn, och lämnar honom övergiven och hemlös), som blev en konsertfavorit.  De två titelspåren, "The Right Combination" och "Burning the Midnight Oil" var båda 20-i-topphits på USA:s countrylistor; och albumet nådde placeringen #6 på countryalbumlistorna.

## Låtlista
1. More Than Words Can Tell (Porter Wagoner)
2. The Right Combination (Wagoner)
3. I've Been This Way too Long (Dolly Parton)
4. In Each Love Pain Must Fall (Parton)
5. Her and The Car and the Mobile Home (Dave Kirby - Don Stock)
6. Burning the Midnight Oil (Wagoner)
7. Somewhere Along the Way (Parton)
8. On and On (Eddie Sovine)
9. Through Thick and Thin (Bill Owens)
10. Fog Has Lifted (Wagoner)